# Ізвесткове (Євпаторійський район)
Ізвестко́ве (раніше Фрішвіль, крим. Frişvil) — село Євпаторійського району Автономної Республіки Крим.
Розташоване за 5 км від села Добрушине, відстань від райцентру до населеного пункта становить 16 кілометрів по прямій.
Площа — 3,8 га, населення — 87 осіб, кількість дворів — 51. Питна вода подається до села з артезіанської свердловини.

## Історія
З 1918—1919 року до 1938—1939 роки село було німецькою колонією і мало назву Фрішвіль, нім. Frische Welle «Свіжа хвиля», або нім. Frische Wiehl «Свіже поселення». Вже у 1942 році на її місці значаться безіменні споруди, можливо, останні мешканці з неї були депортовані під час масової депортації німців з Криму у серпні 1941 року.
18 травня 1948 року безіменний населений пункт підсобного господарства Всекоопін страхкасспілки (всеросійська спілка кас взаємного страхування кооперації інвалідів) перейменували на Ізвесткове.
У 1948—1949 pp. на базі села та належних йому землях утворено підсобне господарство санаторію імені Горького, а в 1955—1956 рр. передано санаторію «Ударник» ВЦРПС як підсобне господарство площею 550 га.
У 1972—1973 pp. передано територіальній раді профспілок СРСР для виробництва та постачання сільгосппродукції санаторно-курортних установ.
У 1992 р. перетворено на СГП «Урожайне» та передано територіальній раді профспілки України з орієнтацією на виробництво рослинницької та тваринницької продукції.
У 1995—1996 pp. перетворено на дочірнє підприємство СГП «Урожайне» з вирощування зернових культур, є невеликий тваринницький комплекс з вирощування свиней.